# Idriss Al Amraoui
Idriss Al Amraoui est un poète et homme politique  marocain, émissaire (ambassadeur) au service du sultan Mohammed IV (1859-1873), envoyé à Paris en 1860 et en Espagne en 1861. Il a écrit une rihla de ce voyage, intitulée Tuhfat almalik al-aziz bi-mamlakat Bariz. Il donne une description détaillée de ses impressions. Outre les travaux en prose, Idriss Al Amraoui a également laissé un important diwan.
Fils du célèbre poète, ambassadeur et ministre marocain  Mohammed Amraoui, il a longtemps vécu à Fès et a accompagné son père durant ses missions diplomatiques durant le règne du sultan Abderrahman bnou Hicham. Comme son père, il a une facilité à écrire des poésies, étant très instruit.

## Nom complet
Idriss Ben Mohammed Ben Idriss Ben Mohammed Elhaj Ben Idriss... Ben Idriss Alazhar Ben Idriss Alakbar... Ben Hassan Ben Ali Bnou Abi Taleb.